# Muncie Flyers (IHL)
Die Muncie Flyers waren ein US-amerikanisches Eishockeyfranchise der International Hockey League aus Muncie, Indiana.

## Geschichte
Die Muncie Flyers wurde im Jahr 1948 als Franchise der International Hockey League gegründet, in der sie ein Jahr absolvierten, ehe der Klub im Sommer 1949 wieder aufgelöst wurde. Der Verein hatte in der Saison 1948/49 eine Bilanz von neun Siegen und 19 Niederlagen. Damit belegte er den vierten Platz in der South-Division der IHL.

## Saisonstatistik
Abkürzungen: GP = Spiele, W = Siege, L = Niederlagen, T = Unentschieden, OTL = Niederlagen nach Overtime SOL = Niederlagen nach Shootout, Pts = Punkte, GF = Erzielte Tore, GA = Gegentore, PIM = Strafminuten
| Saison  | GP | W | L  | T | OTL | SOL | Pts | GF  | GA  | Platz     | Playoffs |
| 1948–49 | 32 | 9 | 19 | 4 | —   | —   | 22  | 103 | 168 | 4., South |          |